# Someday, Somewhere
〈Someday, Somewhere〉是臺灣歌手蔡依林的歌曲。該歌曲由蔡依林和任遲作詞、蔡依林和Richard Craker作曲、蔡依林和陳君豪製作。該歌曲為網絡劇《此時此刻》主題曲，於2023年10月31日由凌時差音樂以單曲形式發行。蔡依林和Richard Craker憑藉該歌曲入圍第35屆金曲獎最佳作曲人獎。

## 背景和發行
2023年9月27日，蔡依林向記者透露當年可能發行新單曲。同年10月5日，Netflix發布網絡劇《此時此刻》預告片，片中出現蔡依林演唱的主題曲〈Someday, Somewhere〉。同月29日，華納音樂於Facebook和Instagram宣布該歌曲將於10月31日0點發行。同年11月9日，蔡依林發布該歌曲的音樂凝視版MV。

## 創作和錄製
該歌曲由蔡依林參與創作，和曾合作〈怪美的〉和〈腦公〉的Richard Craker再度共同作曲，並和陳君豪共同製作。該歌曲以溫柔且緩慢的鋼琴及豐富弦樂編曲為基底，結合蔡依林歌聲和劇情詮釋，層層推進，細膩表達對愛的渴望及無法當下完全傳達情感的遺憾，宛如未來的自己向此刻的自己傾訴，展現對愛的真摯表達與情感連結，引發聽眾對愛情和時光價值的反思。
為完成創作，蔡依林經常和導演及製作團隊討論，總導演連奕琦分享劇集故事和腳本，建議她從天使視角描寫大眾運輸中靜觀都市愛情。蔡依林結合細膩觀察和導演視角，創作出唯美且帶有遺憾的抒情作品，期望歌詞和旋律貼合劇集主題。她表示，歌曲反映對愛的渴望及未能當下表達的遺憾，是未來自己向現在自己輕聲傾訴，希望聽眾能用心感受劇中十段愛情故事。
蔡依林首次擔任配唱製作人。製作人陳君豪表示，蔡依林作為共同創作者，Demo階段演唱表現已佳，正式錄音時需重新調整共鳴、節奏和力度，最終錄音展現感人且動聽的聲音。陳君豪透露蔡依林在家自建簡易錄音室，錄音前多次自我錄製，對聲音掌握清晰。蔡依林在歌曲前半段表現含蓄而內心澎湃，後半段高音釋放對愛的渴望和激動，帶動聽眾隨音樂起伏共鳴。

## 評價
音樂人趙不易評價蔡依林參與詞曲創作，在溫暖愜意的秋季，以抒情動人歌曲帶來治癒力量，演唱堅定熱烈，情感釋放極致，通過歌詞「痛快告白，痛快轉身，痛快勇敢」展現勇敢表達愛的態度，給聽眾帶來鼓舞和力量。音樂人胡志敏認為旋律動聽，包含對愛的遲疑和堅定。音樂人鍾婉芸則表示歌曲讓人回到千禧年，感受到放慢節奏、專注做音樂的氛圍。
樂評人呆若木一指出蔡依林的唱腔更細膩輕盈，將溫柔治癒演繹入微，在激烈處展現寬廣澎湃，呈現清澈大氣之美。樂評人三石一聲評價該歌曲展現蔡依林久違的輕盈飄渺慢歌唱腔，鋼琴和弦樂襯托下，聲音帶有少女般純摯感，甚至可比擬她《1019》時期，但氣息控制更穩。
PlayMusic音樂網的樂評人Creamypolly評價該歌曲為蔡依林首次填詞、譜曲及製作，曲風輕柔罕見，不需舞蹈近乎清唱，歌聲質感佳，溫柔中帶傲骨，具感染力，整體表現非常好聽。

## 獎項
2024年5月16日，蔡依林和Richard Craker憑藉該歌曲入圍第35屆金曲獎最佳作曲人獎。

## 排行榜
| 排行榜（2023年） | 最高排名 |
| ---------------- | -------- |
| 中國大陸（騰訊） | 60       |

## 幕後人員
該人員名單取自蔡依林的Facebook。
- 蔡依林—配唱製作人
- 林頡—鋼琴&弦樂編寫、鼓、製作助理
- 林奧迪—貝斯
- 陳君豪—鼓
- 蔡曜宇—弦樂統籌、第一小提琴
- 曜爆甘音樂工作室—弦樂
- 陳奕勇—第一小提琴
- 駱思雲—第一小提琴
- 朱奕寧—第一小提琴
- 沈羿彣—第二小提琴
- 黃雨柔—第二小提琴
- 黃瑾諍—第二小提琴
- 甘威鵬—中提琴
- 潘自琦—中提琴
- 牟啟東—中提琴
- 葉欲新—大提琴
- 白竹君—大提琴
- 葉育軒—人聲錄音師
- 陳文駿—人聲錄音師、混音師
- BB Road Studio—人聲錄音室
- 張閔翔—弦樂錄音師
- 朱品豪—弦樂助理錄音師
- 強力錄音室—弦樂錄音室、混音錄音室
- 林舜瑜—弦樂團行政
- 沈冠霖—製作助理

## 發行歷史
| 地區 | 日期           | 格式              | 經銷商     |
| ---- | -------------- | ----------------- | ---------- |
| 全球 | 2023年10月31日 | 數位下載 串流媒體 | 凌時差音樂 |

## 外部連結
- YouTube上的〈Someday, Somewhere〉（音樂凝視版MV）